# NGC 1167
NGC 1167 je galaksija u zviježđu Perzej.

## Vanjske poveznice
- SEDS: NGC 1167